# 30186 Ostojic
30186 Ostojic è un asteroide della fascia principale. Scoperto nel 2000, presenta un'orbita caratterizzata da un semiasse maggiore pari a 2,6270542 UA e da un'eccentricità di 0,1927309, inclinata di 8,75939° rispetto all'eclittica.